# Celilo Falls
Celilo Falls (Wyam, însemnând „ecoul apei care cade” sau „sunetul apei pe stânci”, în mai multe limbi native în zonă) a reprezentat o zonă tribală de pescuit pe râul Columbia, în vecinătatea estică a Munțiilor Cascadelor, pe aliniamentul ce trasează astăzi granița între statele americane Oregon și Washington. Denumirea se referă la o serie de cascade și de pe râu, precum și la așezările autohtone și satele comerciale care au existat acolo în diverse configurații, timp de 15.000 de ani. Celilo a fost cea mai veche comunitate locuită continuu de pe continentul nord-american până în 1957, când cascadele și așezările din apropiere au fost scufundate prin construcția barajului Dalles.

## Geografie

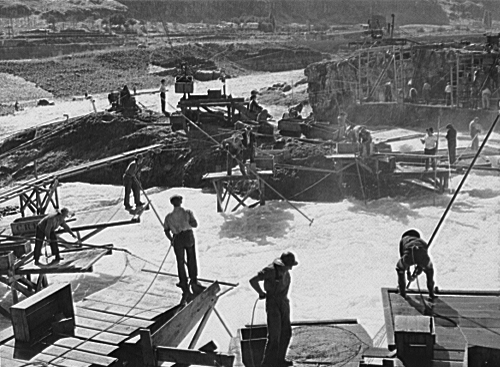
Pescari nativi de somon de la Celilo Falls. (fotografie de Russell Lee, septembrie 1941).

### Cascada principală
Principala cascadă, cunoscută sub denumiri precum Celilo Falls, The Chutes, Great Falls sau Columbia Falls, era formată din trei secțiuni: o cascadă (numită Horseshoe Falls sau Tumwater Falls), un vortex adânc (Cul-de-Sac) și cursul principal. Aceste caracteristici au fost create prin curgerea continuă a râului Columbia prin defileul de bazalt, pe ultima parte a călătoriei sale către Oceanul Pacific. Cu o lătime obișnuită de peste 1,5 km, râul a fost înghesuit aici prin doar 43 m. Debitul sezonier al fluviului a schimbat înălțimea căderilor de apă pe parcursul anului. Când debitul era scăzut, căderea a fost de aproximativ 6 m. În 1839, Modeste Demers a investigat zona în detaliu și a descris nu doar o cădere, ci o multitudine de canale diferite și cu caracteristici diferite. El a scris: „Numărul și varietatea [canalelor și a căderilor de apă] sunt surprinzătoare. Nu toate sunt la fel de adânci. Căderile sunt de la 3 la 12, chiar și 15 metri înălțime.” După dezghețul de primăvară, în iunie și iulie, cascadele puteau fi complet acoperite. Căderea de apă a fost a șasea ca volum din lume și printre cele mai mari din America de Nord. Debitul mediu anual a fost de aproximativ 5380 m3/s, iar în perioadele de inundații, de până la 35000 m3/s.

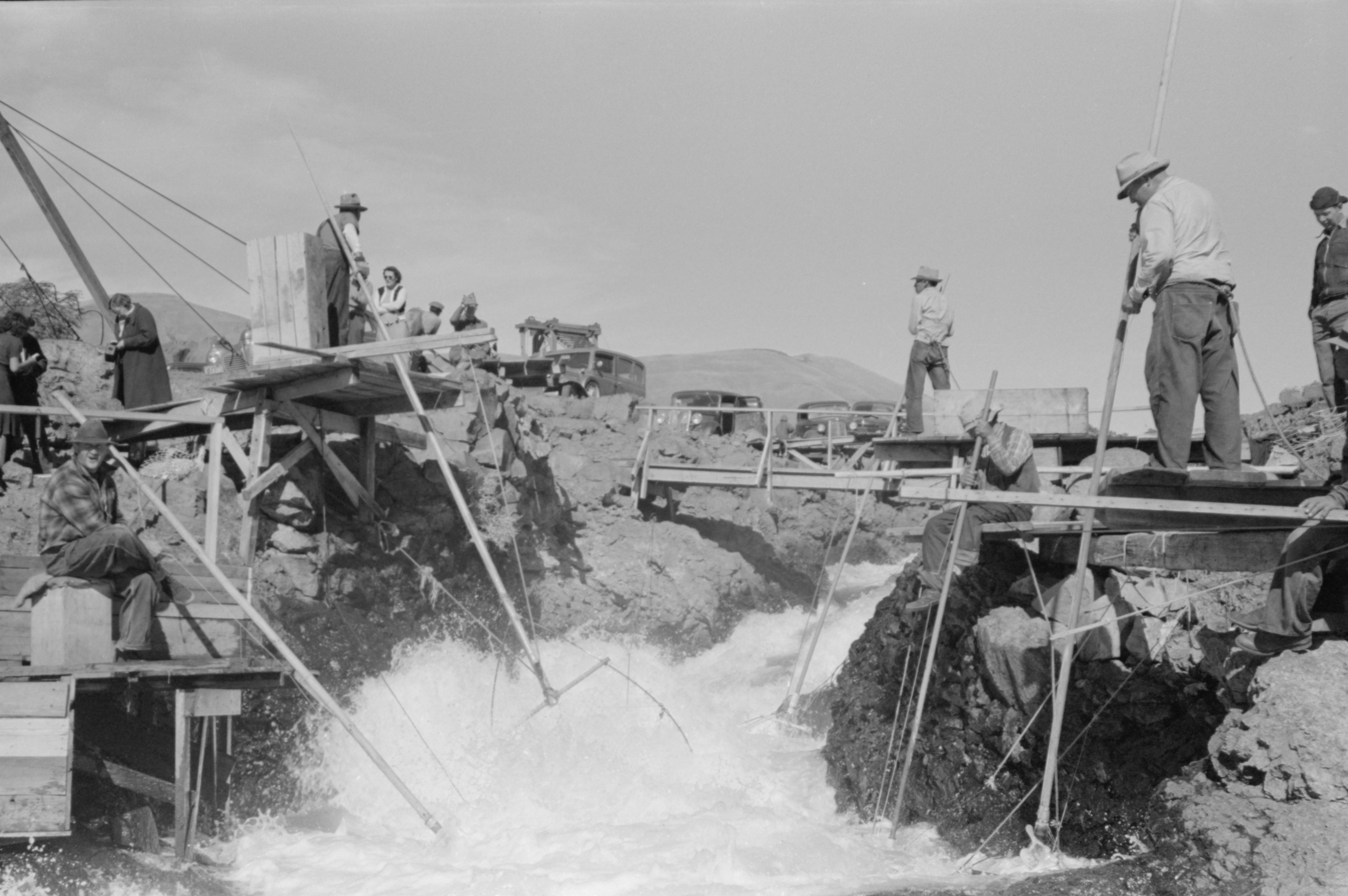
Locuri de pescuit au existat pe întreaga lungime a căderii de apă „The Narrows” (Russell Lee, septembrie 1941).

### The Narrows și The Dalles
Celilo Falls în sine a fost prima dintr-o serie de cascade și repezișuri cunoscute colectiv sub numele de The Narrows sau The Dalles, care se întindeau pe aproximativ 20 km în aval. Pe această lungime, râul cobora cu 25 m atunci când apa era înaltă și cu 19 m când apa era scăzută.

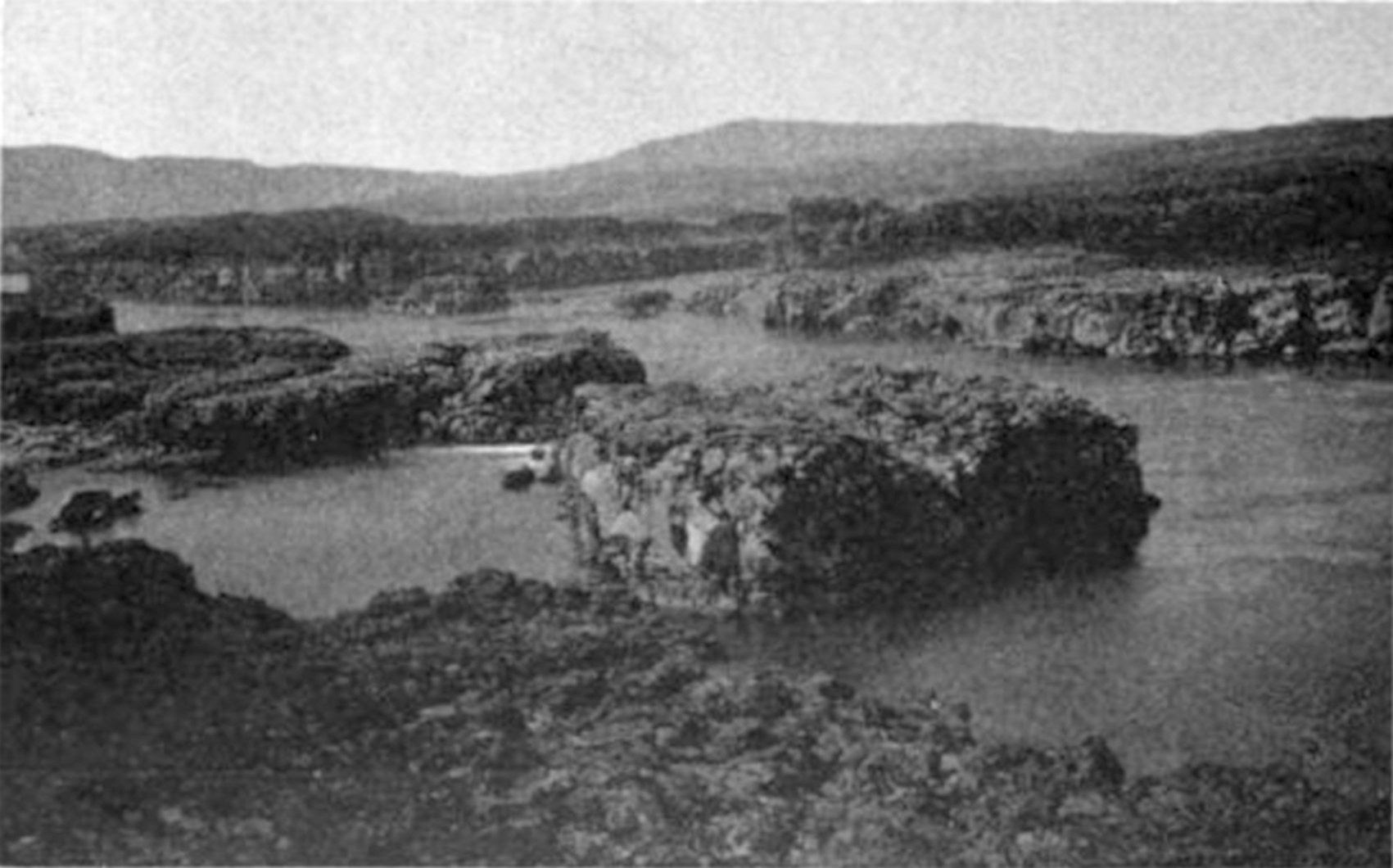
The Dalles (foto din Horner, 1919).

La 5 km în aval de Cascada Celilo se afla o întindere de repezișuri cunoscute sub denumiri precum Short Narrows, Ten Mile Rapids, Little (sau Upper) Dalles sau Les Petites Dalles. Acestea au avut aproximativ 1,5 km lungime și 75 m   lățime. La 15 km în aval de Cascada Celilo a fost o altă îserie de repezișuri, cunoscută sub numele de Long Narrows, Five Mile Rapids, Big (sau Lower) Dalles, Les Grandes Dalles sau Grand Dalles. Această întindere de avea aproximativ 5 km lungime, iar canalul râului se îngusta în doar 23 m lățime. Imediat în aval se aflau Dalles Rapids (sau Wascopam, cum o numeau localnicii), de aproximativ 2,5 km lungime. Aici râul cădea 4,5 m într-un tumult mult comentat de exploratorii timpurii.
 

Long Narrows și Dalles Rapids sunt uneori grupate sub nume precum Grand Dalles, Les Dalles, Big Dalles sau The Dalles. Un observator timpuriu, Ross Cox, a remarcat o „succesiune de trei mile de vârtej fierbând”. Exploratorul Charles Wilkes a descris cascada drept „unul dintre cele mai remarcabile locuri din Columbia”. El a calculat că râul coboară aici cu aproximativ 15 m în doar 3 km. În timpul dezghețului, râul se umfla cu circa 20 m, modificând radical natura repezișurilor. Comerciantul de blănuri Alexander Ross, a scris: „[Apa] se năpustește cu o mare impetuozitate; talazurile înspumate se strecoară printre stânci cu o furie grozavă; nici o ambarcațiune, nici mare, nici mică, nu se poate aventura acolo în siguranță. În timpul inundațiilor, acest obstacol este acoperit cu apă, totuși traversarea strâmtorilor nu este înlesnită prin acesta.” 

## Istorie

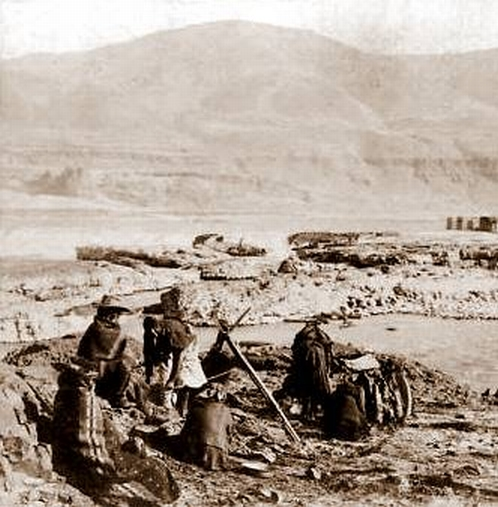
Nativii americani uscând somon, circa 1900

### Pescuit și comerț
Apele noastre vor fi libere: libere să servească scopurilor pentru care au fost create de către o providența Divină.

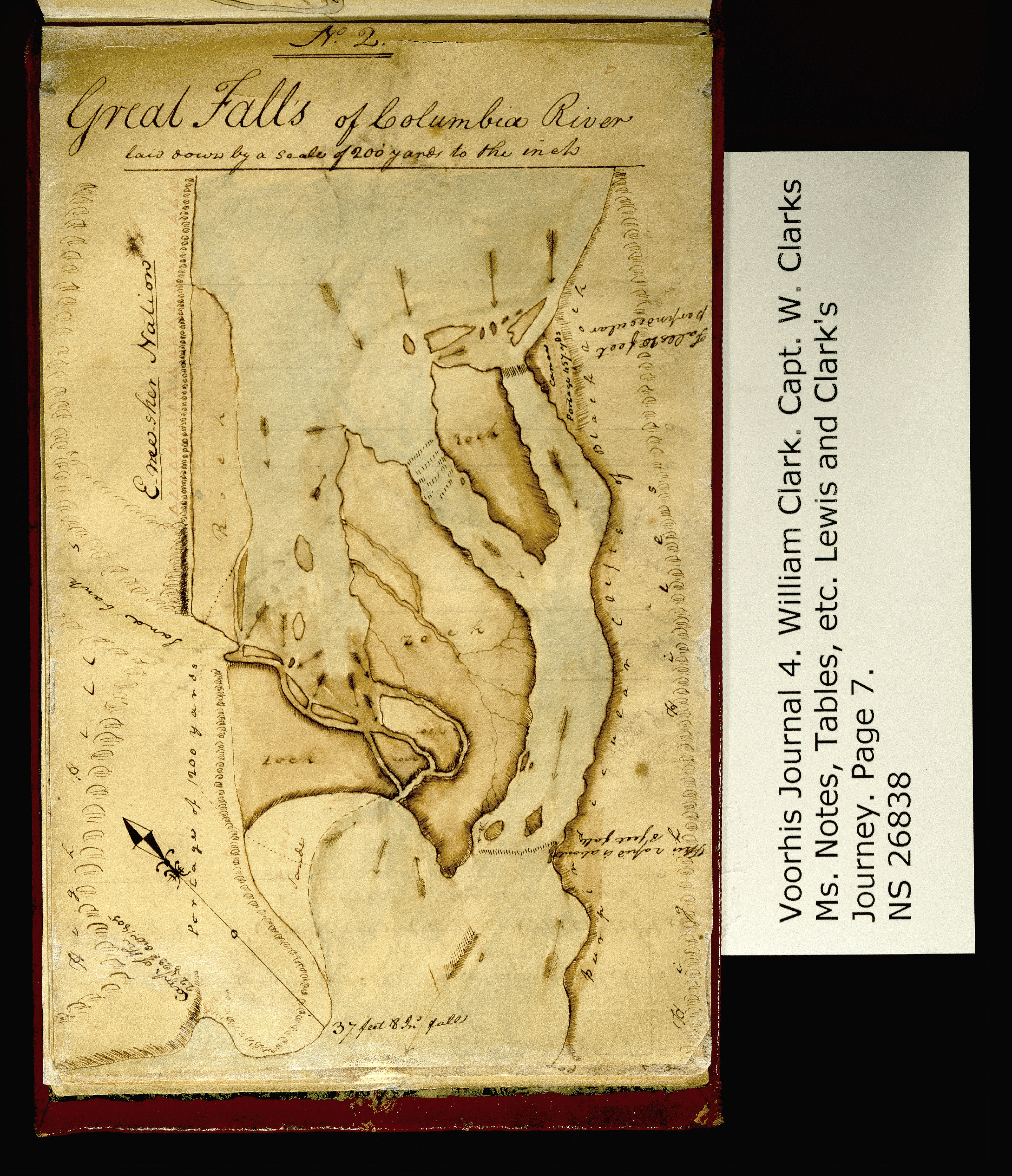
Harta expediției Lewis și Clark, 1806

Timp de 15.000 de ani, popoarele native s-au adunat la Wyam pentru pescuit și negoț. Au construit platforme din lemn peste apă și au prins somon cu plase sau sulițe, în timp ce peștii înotau prin repezișuri și escaladau cascadele. Istoric, aproximativ cincisprezece până la douăzeci de milioane de somoni au trecut prin vâltori anual, ceea ce îl face să fi fost unul dintre cele mai bogate locuri de pescuit din America de Nord.
Celilo Falls și The Dalles au fost amplasate strategic la granița dintre popoarele vorbitoaare de chinookan și sahaptian și a servit ca centru al unei rețele de negoț extinse peste Platoul Pacific. Artifactele de pe situl satului originar de la Celilo sugerează că mărfurile tranzacționate proveneau de la distanțe considerabile, din zone precum Marile Câmpii, sud-vestul Statelor Unite și chiar Alaska. Există, de asemenea, numeroase desene artistice pe stâncile din capătul căderilor de apă. Acest lucru demonstrează că situl nu a fost important doar în scopuri de negoț, ci  a acționat ca un centru în care culturile care pescuiau și făceau comerț acolo interacționau și se amestecau. Când expediția Lewis și Clark a trecut prin zonă în 1805, exploratorii au găsit un „mare emporium [...] unde se adună toate națiunile vecine” și o densitate a populației superioară a orice văzuseră în călătoria lor. În consecință, istoricii au numit zona Celilo „Wall Street-ul vestului”. Populația Wishram locuiau pe malul de nord, în timp ce cea Wasco pe malul de sud, iar cea mai intensă zonă de negociere se afla în satul Wishram din Nix-luidix. Charles Wilkes a raportat găsirea a trei mari situri de pescuit autohtone în Columbia de jos: Celilo Falls, Big Dalles și Cascades Rapids, între care Big Dalles era cea mai mare. Alexander Ross a descris-o drept „marea întâlnire” a comercianților autohtoni, drept „marele emporium al Columbiei”. Pinipede precum lei de mare și foci urmăreau somonul din fluviul Columbia până la Celilo Falls. În 1841, George Simpson a scris: „aceste animale urcă Columbia în număr mare în căutarea somonului.

### Navigare
Schimbările sezoniere ale debitului fluviului Columbia, ridicate vara și scăzute iarna, au afectat în mod dramatic Celilo Falls. Lewis și Clark au ajuns la Celilo Falls la sfârșitul toamnei, când apa era relativ scăzută, transformând cascadele într-o barieră majoră. În schimb, când David Thompson a trecut Celilo Falls în iulie 1811, apa înaltă acoperea căderile de apă și a făcut trecerea lui prin Cheile Columbia relativ ușoară. Modeste Demers a scris despre schimbarea sezonieră din 1839: „Unul poate fi uimit să afle că aceste pante, atât de groaznice la apă scăzută, sunt netede și liniștite la apă foarte mare, ceea ce nu se întâmplă în fiecare an. Clar este că, în loc să se teamă, călătorii se grăbesc să-și umple ploștile și să se odihnească la marginea lor”. Mai dificile au fost Long Narrows sau Big Dalles, la 15 km mai jos de Cascada Celilo. Această secțiune a râului era de netrecut în timpul apelor mari. Toamna, când apa era scăzută, acestea erau traversate, dar numai cu bărcile descărcate și chiar atunci tracerea era foarte periculoasă. „Nu sunt niciodată străbătute fără teamă”, a scris François Blanchet în 1839. Narcissa Whitman a afirmat în 1836 că la Dalles s-au pierdut peste o sută de „vieți albe”.
 

În anii 1840 și 1850, pionierii americani au început să sosească în zonă, navigând pe Columbia pe barje din lemn încărcate cu vagoane. Mulți și-au pierdut viața în curenții violenți de lângă Celilo. În anii 1870, Corpul de Ingineri al Armatei s-a angajat într-un plan de îmbunătățire a navigației pe râu. În 1915, au finalizat cei 23 km ai canalul Celilo, care permitea vaselor cu aburi să ocolească căderile turbulente. Deși deschiderea canalului a fost întâmpinată cu mult entuziasm și nerăbdare, canalul a fost puțin utilizat și a fost complet inactiv până în 1919.

## Inundat de baraj

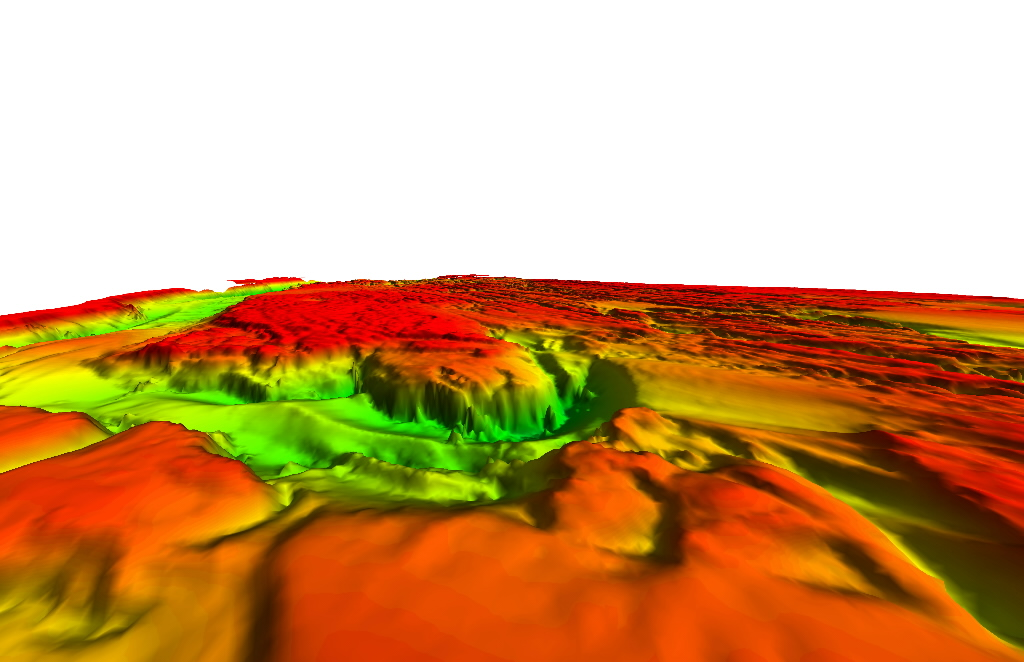
Reconstrucție a unui studiu din 2008 cu sonar, care arată că Celilo Falls rămâne intact.

Pe măsură ce mai mulți coloniști au ajuns în nord-vestul Pacificului în anii 1930 și 1940, liderii civici au militat pentru construirea unui sistem de baraje hidroelectrice pe râul Columbia. Ei au susținut că barajele ar îmbunătăți navigația pentru traficul de barje din regiunile interioare către ocean, furnizează o sursă sigură de irigație pentru producția agricolă, furnizează energie electrică pentru industria de apărare din al Doilea Război Mondial și că atenuează inundarea orașelor, așa cum s-a produs în 1948 la Vanport, Oregon. 
Producția de aluminiu, construcția navelor și activitățile nucleară de pe amplasamentul Hanford au contribuit la o creștere rapidă a cererii regionale de energie electrică. Până în 1943, 96% din energia electrică a râului Columbia era folosită pentru industria de război. Volumul de apă de la Celilo Falls a făcut din Dalles un loc atractiv pentru un baraj nou în ochii Corpului de Ingineri. 
În toată această perioadă, amerindienii au continuat să pescuiască la Celilo, în conformitate cu prevederile tratatelor din 1855 semnate cu națiunea Yakama, triburile confederate din Warm Springs,  și Walla Walla, Umatilla și Cayuse, care garantau „vechiul drept al triburilor de a lua pește la toate locurile obișnuite”. În 1947, guvernul federal a convocat audieri ale congresului și a concluzionat că barajul propus la The Dalles nu va încălca drepturile tribale de pescuit, în conformitate cu tratatele. Ulterior, guvernul a ajuns la o înțelegere monetară cu triburile afectate, plătind 26,8 milioane USD pentru Celilo și a altor situri de pescuit din Columbia.
Corpul de Ingineri ai Armatei a început lucrările la barajul Dalles în 1952 și l-a finalizat cinci ani mai târziu. La 10 martie 1957, sute de observatori au privit cum apele în ascensiune au inundat cascadele, au distrus platformele de pescuit și au acoperit satul Celilo, punând capăt unei existențe milenare. O mică comunitate amerindiană există astăzi în Celilo Village din apropiere, pe un deal cu vedere la fosta locație a căderilor de apă. 
În 2008, Corpul de Ingineri ai Armatei a finalizat o cercetare a Celilo Falls folosind sonarul, ca urmare a 50 de ani de la inundarea căderilor de apă. Sonarea a relevat că sub lacul artificial cascadele sunt intacte și că „dormațiunile stâncoase, bazine sculptate de apă și canale se potrivesc cu cele din fotografiile aeriene din anii ’40”.

## Moștenire
Cascada Celilo păstrează o semnificație culturală mare pentru popoarele native. Ted Strong a spus unui istoric: „Dacă ești indian și crezi, poți vedea în continuare toate caracteristicile acelei cascade. Dacă ascultați, puteți tot auzi urletul ei. Dacă inspiri, aromele ceții, peștelui și apei revin.” În 2007, trei mii de oameni s-au adunat la Celilo Village pentru a comemora aniversarea de 50 de ani de la inundarea căderilor de apă.
 

Artistul și arhitectul Maya Lin realizează lucrări de artă interpretativă la Celilo pentru Proiectul Confluence, programat a fi finalizat în 2019.